# NGC 3521
NGC 3521是一個絮結螺旋星系，距離地球約2千6百萬光年，位於獅子座。在星系分類中屬於 SAB(rs)bc，代表它有一個棒狀結構的痕跡（SAB）、一個不明顯的內環結構（rs）和中等到鬆散緊密程度的螺旋臂結構（bc）。該星系因為它的低橢圓率，以及和觀測者視線方向夾角為72.7°的高傾角，使其棒狀結構相當難以辨認。星系中相對較亮的核球占了棒狀結構的四分之三，代表核球可能相當巨大。NGC 3521的核心被分類為 HII LINER，代表它的核心有电离氢区（H II）存在，使核心區形成了低電離核發射線區（Low-ionization nuclear emission-line region，LINER）。

## 圖集

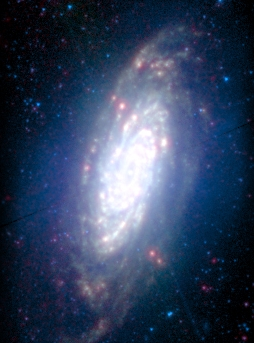
史匹哲太空望遠鏡（紅外線）
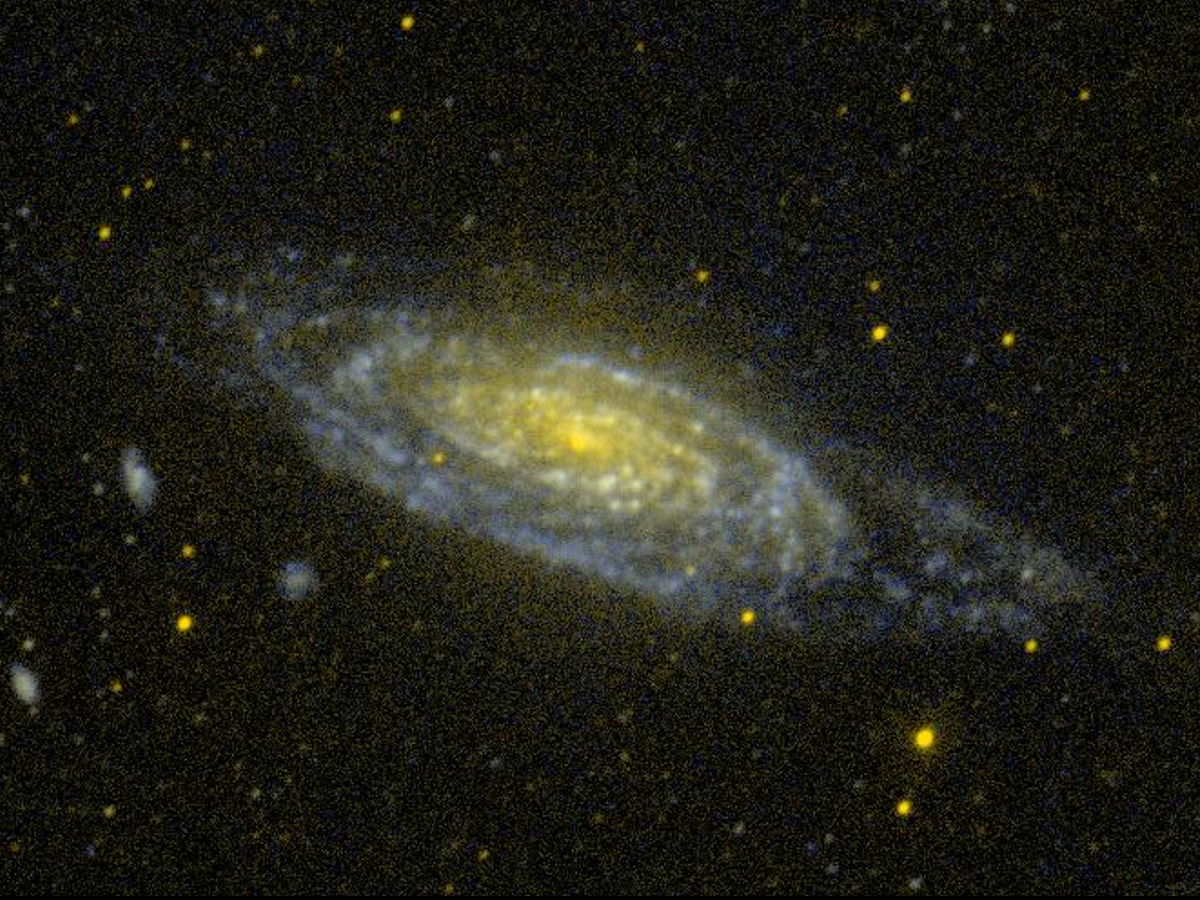
GALEX（紫外線）
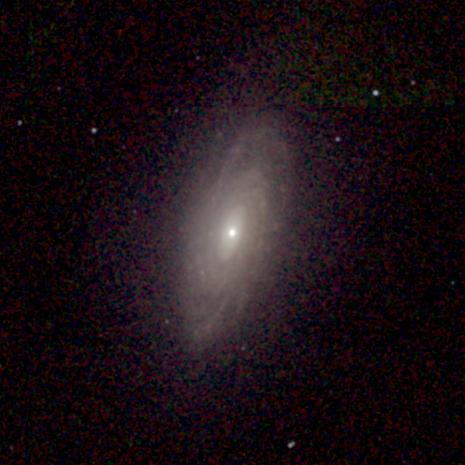
2MASS（近紅外線）

## 外部連結
- WikiSky上关于NGC 3521的内容：DSS2, SDSS, GALEX, IRAS, 氢α, X射线, 天文照片, 天图, 文章和图片

- 'Fluffy' Spiral Galaxy Shines in New Photo（页面存档备份，存于）